# 도쿄 임해 고속 철도
도쿄 임해 고속철도(일본어: 東京臨海高速鉄道, とうきょうりんかいこうそくてつどう)는 린카이 선을 운영하는 제3섹터 철도 회사이다.

## 개요
1991년 3월 12일에 설립되었으며, 도쿄도가 9할 이상을 출자하는 도쿄 도의 외곽 단체(도시 정비사 소관)이다. 그외에 동일본 여객철도, 시나가와구, 은행 11개, 증권사 10개, 생명 보험 회사 15개, 손해 보험 회사 9곳, 기타 5곳이 출자하고 있다. (2006년 4월 1일 기준.)
사업 내용은 철도사업법에 근거하는 제1종 철도 사업, 부동산 매매·임대차 및 이들의 알선 중개, 토목·건축·전기 및 기계 설치 공사의 설계·청부 및 관리이다.

## 역사
- 1991년 3월 12일 - 설립.
- 1996년 3월 30일 - 임해부도심선(일본어: 臨海副都心線, 현재의 린카이 선)이 개업.

## 노선
- 린카이 선 (12.2 km)

## 차량
- 70-000형